# Benton megye (Minnesota)
Benton megye az Amerikai Egyesült Államokban, azon belül Minnesota államban található. Megyeszékhelye Foley, legnagyobb városa Sauk Rapids. Lakosainak száma 41 379 fő (2020. április 1.).

## Szomszédos megyék
- Mille Lacs megye (északkelet)
- Sherburne megye (délkelet)
- Stearns megye (délnyugat)
- Morrison megye (északnyugat)

## Népesség
A megye népességének változása:
| Lakosok száma | 38 456 | 38 823 | 38 868 | 39 214 | 39 710 | 41 379 |
|               | 2010   | 2011   | 2012   | 2013   | 2015   | 2020   |